# 堪萨斯赛道
堪萨斯赛道（Kansas Speedway）是一条1.5-英里（2.4-）長的三-椭圆形賽道，它位於美国国旗堪薩斯州堪萨斯城。該賽道建于2001年，目前每年举办两次全国改装赛车竞赛协会比赛。2011年前，该賽道举辦過印第賽車系列賽比赛。該赛道目前由全国改装赛车竞赛协会拥有和运营。2019年1月28日，堪萨斯赛道的座位数从6.4万减少至4.8万。 